# Bror Hjorth
Bror Hjorth (Marma, 22 april 1894 – Uppsala, 21 mei 1968) was een Zweedse schilder en beeldhouwer.

## Leven en werk
Hjorth bezocht in 1915 gedurende korte tijd de privé-schilderopleidingen van Caleb Althin (Althins målarskola) en van G. Hallström (Hallström målarskola). Door ziekte moest hij de opleiding afbreken en hij kon zijn studie eerst in 1919 hervatten. Hij bezocht gedurende een jaar de kunstacademie van de Deense hoofdstad Kopenhagen, det Kongelige Danske Kunstakademi. Hij verbleef gedurende vier jaar, van 1921 tot 1924, in Parijs, waar hij studeerde en werkte in het atelier van de Franse beeldhouwer Émile-Antoine Bourdelle aan de gerenommeerde Académie de la Grande Chaumière. Vanaf 1922 was gedurende enkele jaren een van zijn medestudenten de beeldhouwer Alberto Giacometti. In 1921 creëerde hij het door Pablo Picasso beïnvloede werk Kubistisk flicka (Kubistisch meisje). Het beeld, dat en taille directe in de steen is gehakt, bevindt zich in het Bror Hjorths Hus.
Hjorth vestigde zijn atelier in Kåbo, een wijk van de stad Uppsala. Het woonhuis/atelier is sinds 1978 een museum, het Bror Hjorths Hus. Hij was van 1949 tot 1959 hoogleraar aan de Kungliga Konsthögskolan Mejan in Stockholm. Hij werd opgevolgd door Bror Marklund.
In 1955 kreeg de kunstenaar van de kunstacademie de Sergelpriset voor beeldhouwkunst.

## Werken (selectie)
- Visdomens brunn (1933), Olaf Palmes plats in Södertälje
- Lek (1935), Stockholm-Nytorget
- Funderande pojke (1939), Stockholm
- Standbeeld Gås-Anders - de musicus Anders Ljungqvist (1941), Björklinge
- Thalia (1948), Teaterparken in Nörrköping
- Fyra reliefer (1944), Uppståndelsens kapelle in Borås
- Margit (1946/48), beeldenpark Marabouparken in Sundbyberg
- Fontein met sculptuur Näckens polska (1967), Uppsala centralstationen in Uppsala
- Justitia (1952/54), Hovrätten in Sundsvall
- Drieluik van het altaar - houtsnijwerk en beschildering (1958), Jukkasjärvi kyrka in Jukkasjärvi (Lapland)
- Bronzen reliëf , Skogskyrkogården begraafplaats in Stockholm

## Fotogalerij

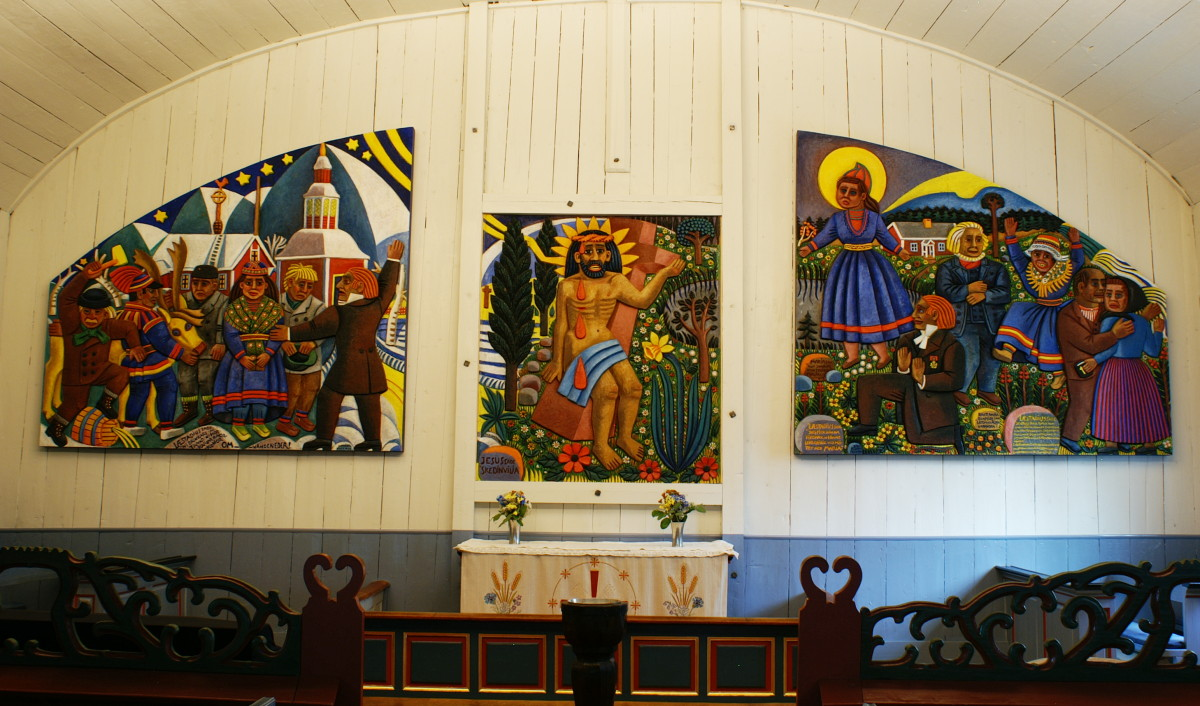
Drieluik Jukkajärvi kyrka
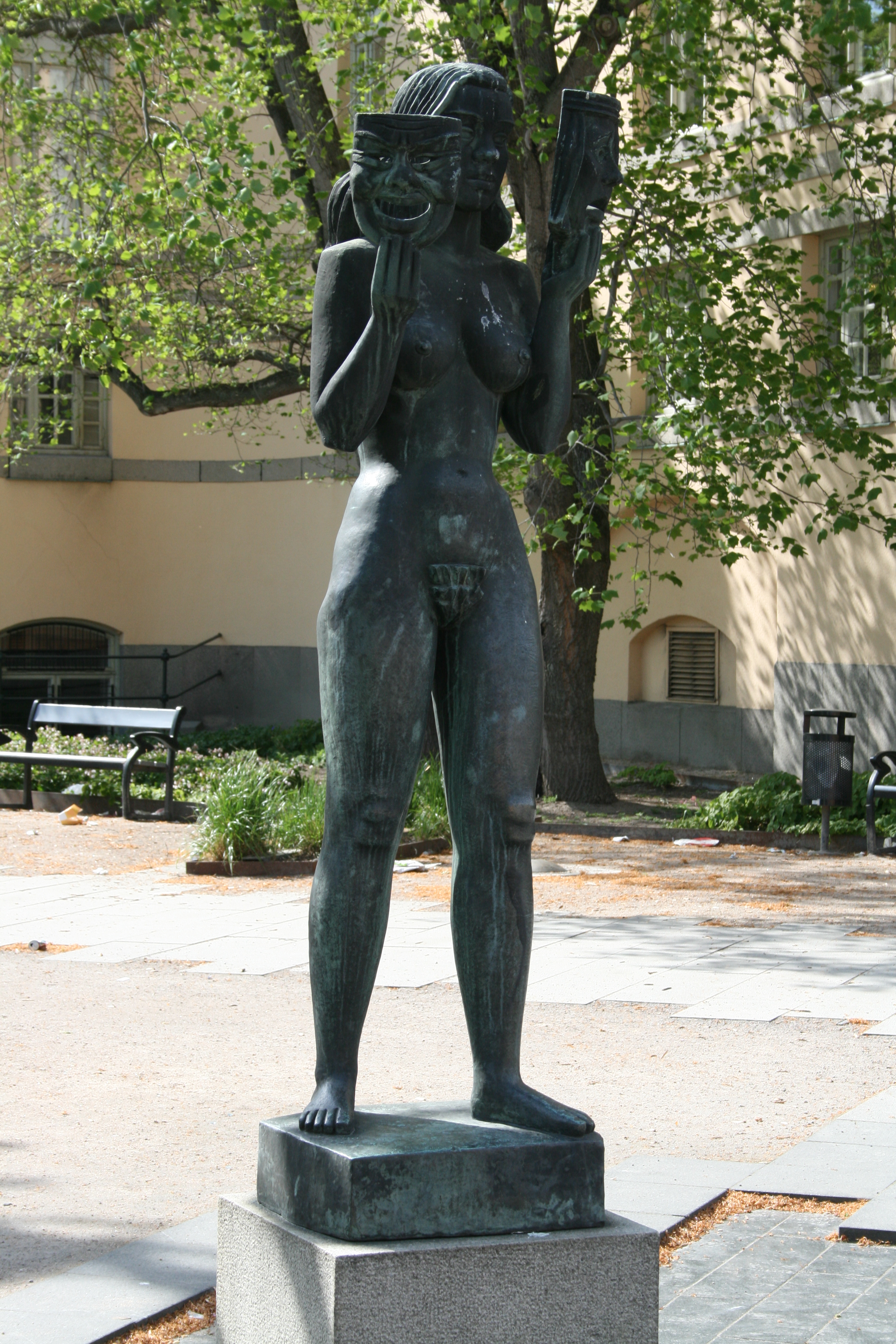
Thalia, Norrköping
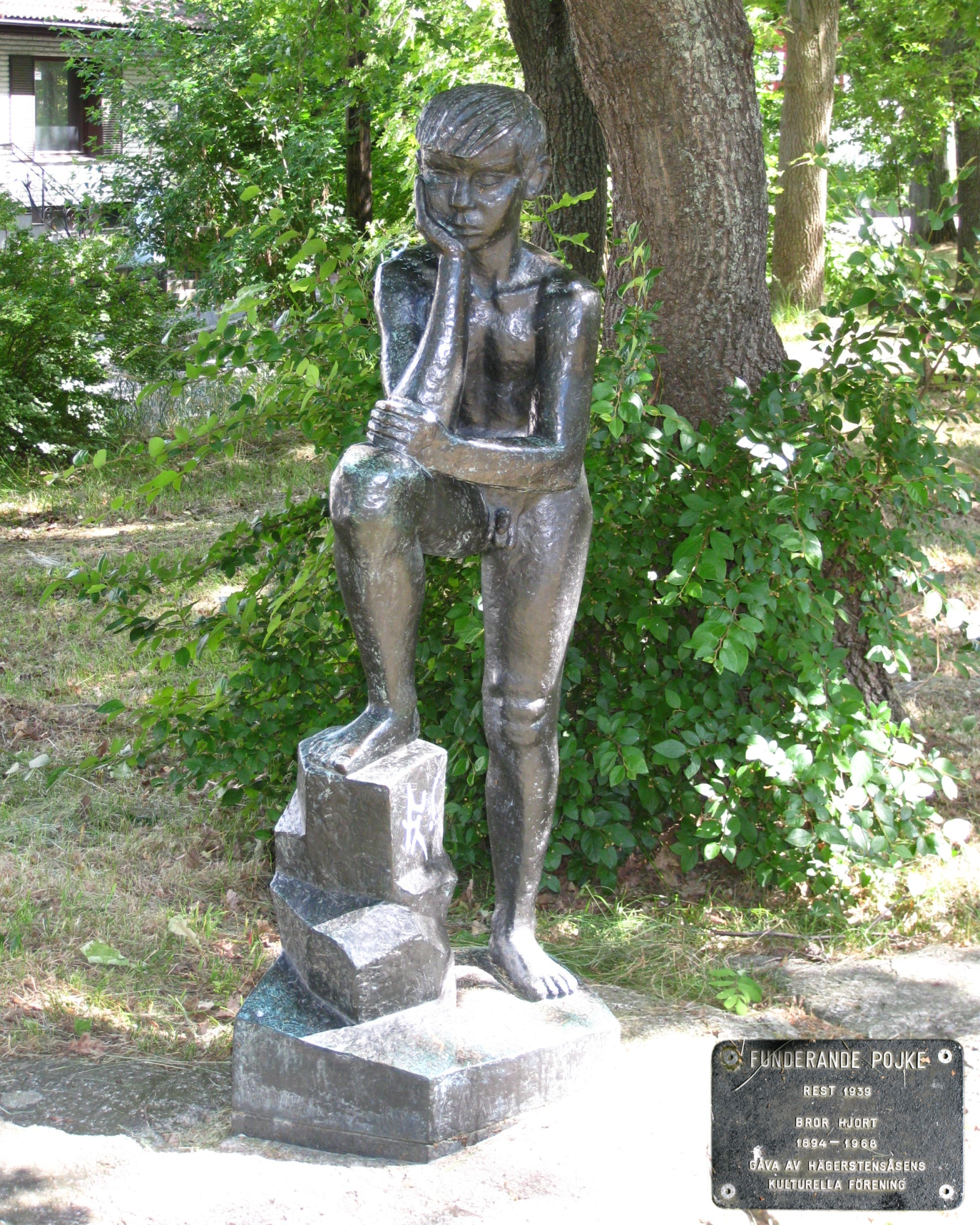
Funderande pojke in Stockholm
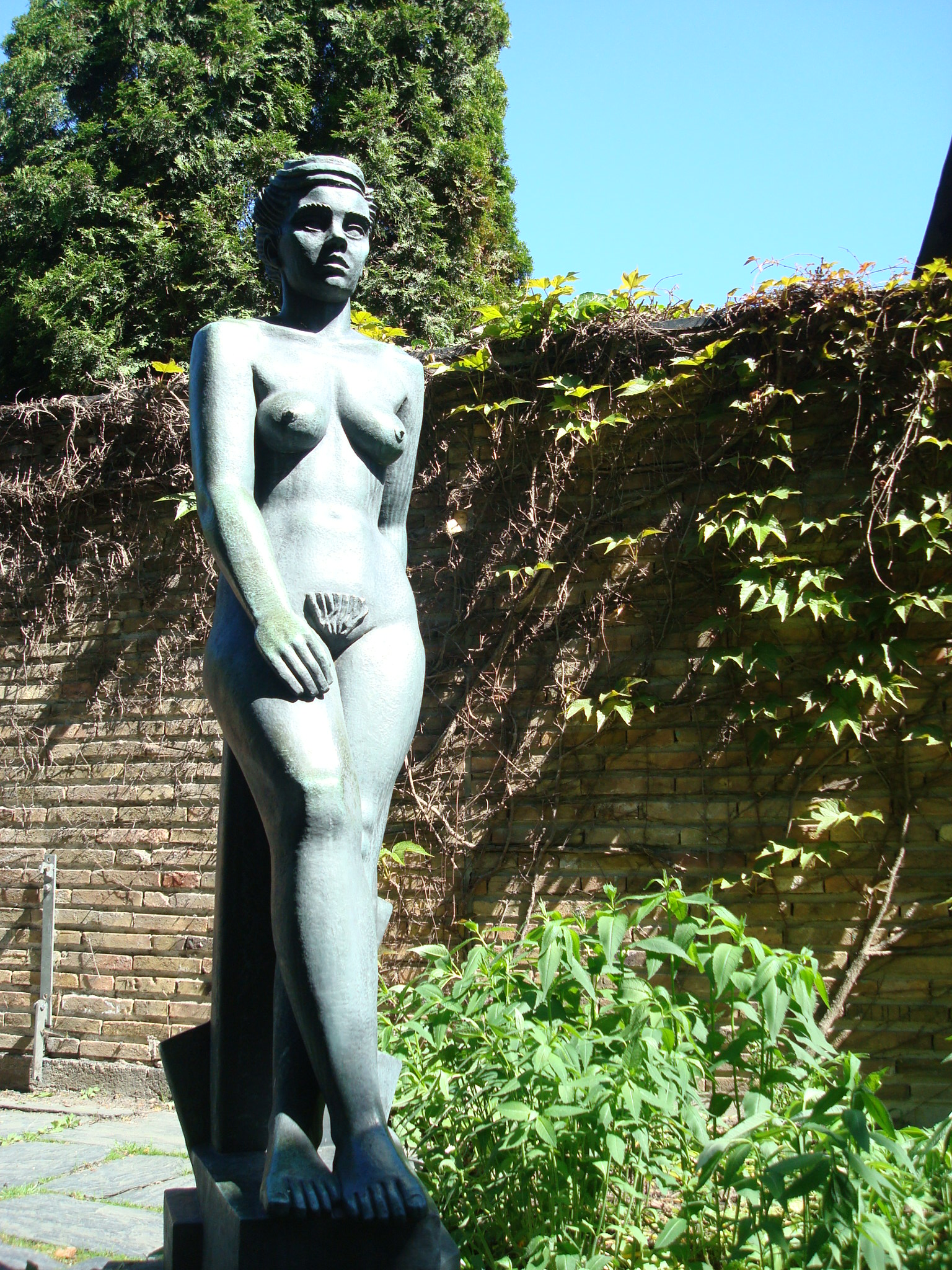
Margit, Marabouparken
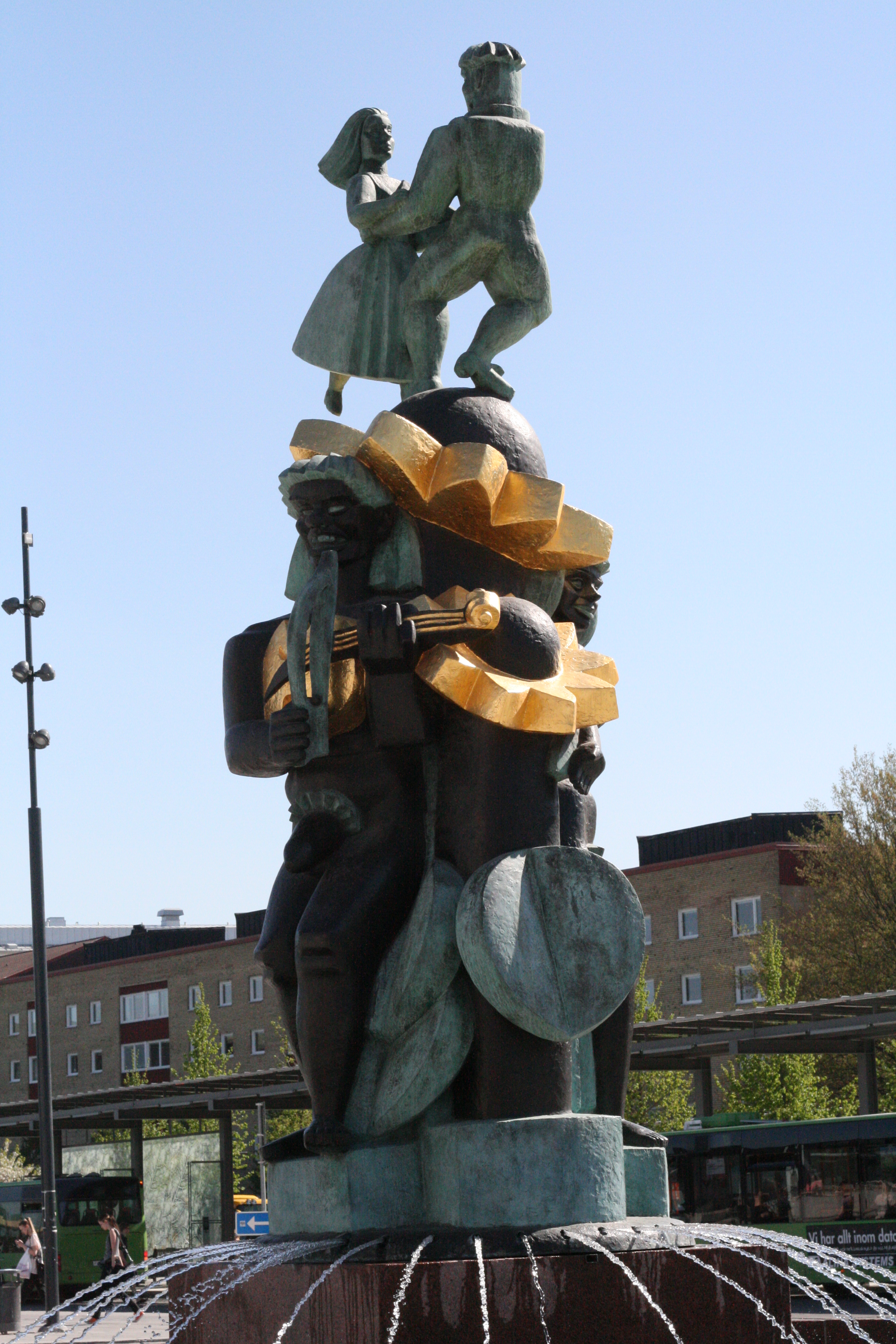
Näckens polska, Uppsala
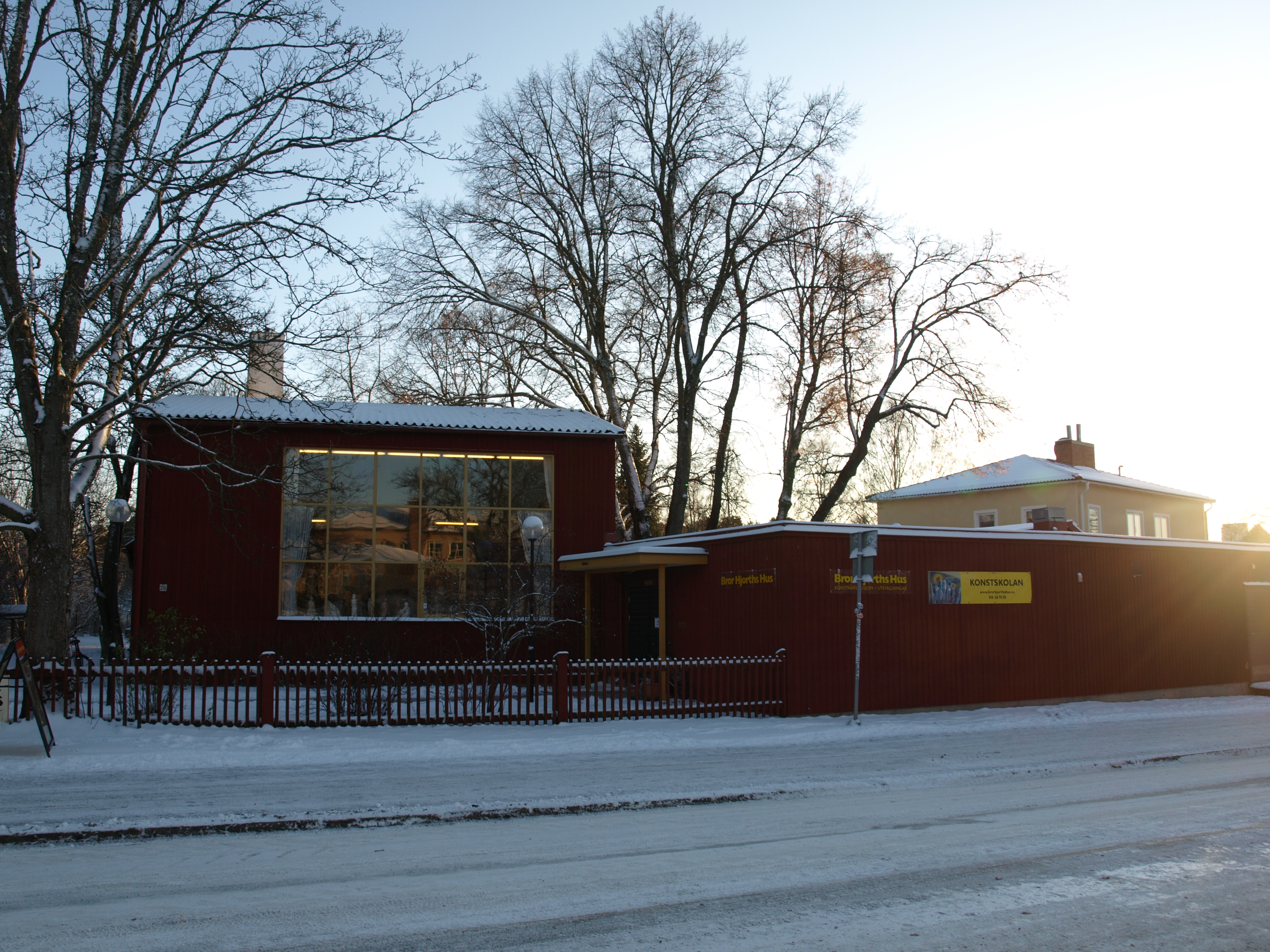
Bror Hjorths Hus